# Franz Halberg

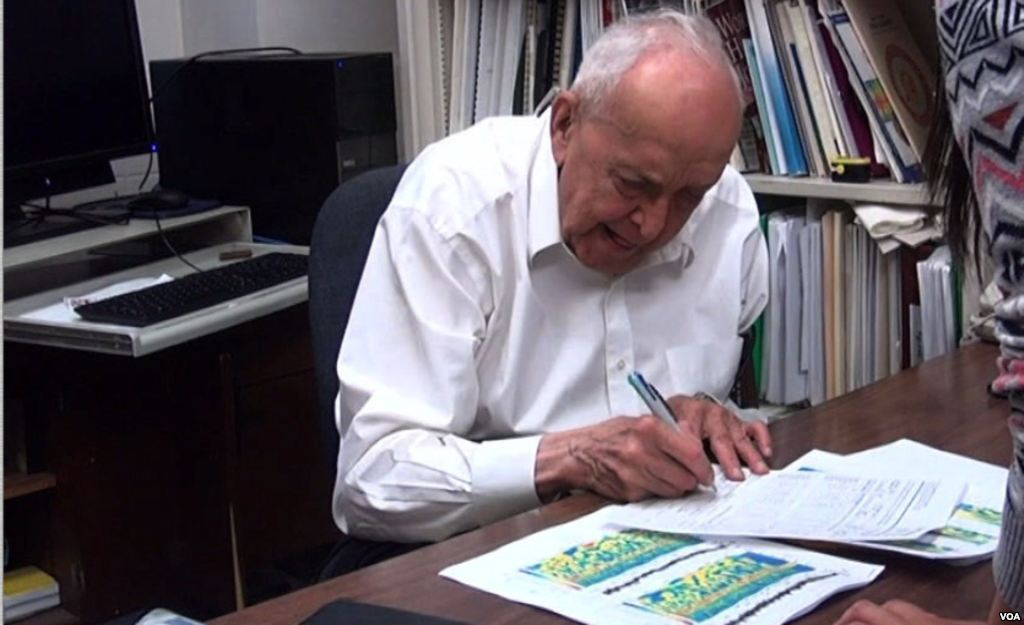
Franz Halberg ve svých 93 letech, 2012

Franz Halberg (5. července 1919, Bistrița, Sedmihradsko – 9. června 2013 Minneapolis) byl americký vědec, jeden ze zakladatelů moderní chronobiologie a tvůrce pojmu cirkadiánní rytmus.

## Život a dílo
Se svými experimenty začal ve 40. letech, později založil na Minnesotské univerzitě výzkumný ústav chronobiologie Chronobiology Laboratories, jehož ředitelem byl až do konce života. Vedl rozsáhlý výzkum biologických rytmů a dokázal, že kromě cirkadiánní periodicity existují mnohé dlouhodobé biologické rytmy trvající i víc let. Se svými spolupracovníky zveřejnil přes 3000 odborných prací, s více než 10 000 citacemi.
Prokázal, že mnohé choroby souvisejí s biologickými rytmy, nebo s jejich narušením. A také, že řada těchto rytmů souvisí s kosmickým počasím.
Jako typický vědec kosmopolita pěstoval pečlivě rozsáhlá a plodná vědecká přátelství bez ohledu na jakékoliv hranice. Jedním z nich poctil i Miroslava Mikuleckého, českého vědce a lékaře působícího v Bratislavě. Toto přátelství kladně zhodnotil v závěti pár dní před svým skonem. Krátce po listopadu 1989 (14. 12. 1989) profesor Halberg adresoval v dopise „tomu, koho se to týká“, tuto charakteristiku prof. Mikuleckého: „Prof. Mikulecký může vést konstruktivní postupnou evoluci spíše než chaotickou revoluci.“ Prof. Halberg uzavírá svůj článek o 7- a 3,5denních rytmech takto: „... Oba Mikulečtí pracují dobře. Neopakujme krátkozrakou historii antisepse, kdy vídenští administrátoři propustili Ignáce Semmelweise. Věříme, že administrátoři v Bratislavě budou mnohem moudřejší.“
Od roku 2001 byl členem Leibnizovy vědecké společnosti v Berlíně (Leibniz Sozietät der Wissenschaften zu Berlin).
Franz Halberg byl několikrát nominován na Nobelovu cenu ve fyziologii nebo medicíně. V roce 1988 a znovu v roce 1989 na návrh profesora Björna Nordenstroma z Karolinska Institute ve Švédsku, pak na návrh člena Nobelova výboru, Germaina Cornelissena, blízkého Halbergova spolupracovníka. Profesor Björn Nordenstrom navštívil Minnesotskou univerzitu včetně Halbergovy laboratoře. Nordenstrom však výbor opustil, Halbergova dokumentace byla předána Dr. Doře K. Hayesové z amerického Ministerstva zemědělství. Všechny nominace byly neúspěšné.

## Publikace
Výběr publikací:
- Halberg F.: Chapter on "Medizin" in: Jahrbuch der Internationalen Hochschulwochen des Oesterreichen College, Igonta Verlag, Salzburg, 1946, str. 336-351.
- Halberg F., Bobb J. R. R., Visscher M. B.: Absolute numbers of circulating eosinophil blood cells in dogs starved for three days - Fed. Proc. 9: 54, 1950.
- Halberg F., Visscher M. B.: Regular diurnal physiological variation in eosinophil levels in five stocks of mice - Proc. Soc. exp. Biol. (N.Y.) 75: 846-847, 1950.
- Halberg F., Bittner J. J., Visscher M. B.: Diurnal rhythm in tail blood eosinophil levels - Cancer Res. 11: 253-254, 1951.
- Halberg F., Visscher M. B., Flink E. B., Berge K., Bock F.: Diurnal rhythmic changes in blood eosinophil levels in health and in certain diseases - J. Lancet (USA) 71: 312-319, 1951.
- Halberg F., Visscher M. B.: Effect of light and of availability of food upon the 24-hour rhythm in number of circulating eosinophils in mice - Am. J. Physiol. 171: 732, 1952.
- Halberg F., Stephens A. N.: Susceptibility to ouabain and physiologic circadian periodicity. Proc. Minn. Acad. Sci. 27, 139-143, 1959.
- Halberg F.: Circadian temporal organization and experimental pathology. VII Conferenza Internazionale della Società per lo Studio dei Ritmi Biologici, Siena, Edizioni Panminerva Medica, September, 1960; str. 1-20.
- Halberg E., Halberg F., Bittner J. J.: Daily periodicity of convulsions in man and in mice. Rep. 5th Conf. Soc. biol. Rhythms, Stockholm 1955, 1961; str. 97.
- Halberg F.: Circadian (about 24-hour) rhythms in experimental medicine - Univ. Minn. med. Bull. 34, 158-164, 1962.
- Halberg F. Organisms as circadian systems; temporal analysis of their physiologic and pathologic reponses, including injury and death. In: Symposium on Medical Aspects of Stress in the Military Climate, Walter Reed Army Institute of Research (Col. William D. Tigertt, Medical Corps, Director and Commandant), Walter Reed Army Medical Center (Maj. Gen. A.L. Tynes, Medical Corps, Commanding), Washington DC, 22-24 April 1964. U.S. Government Printing Office: 1965‹778-714, str. 1-36.
- Halberg F.: Hat die Kenntnis der biologischen Rhythmen des Menschen eine Bedeutung fuer die Medizin, besonders fuer die Therapie? Abstract. Verh. dtsch. Ges. inn. Med., 73rd Congress, Wiesbaden, J.F. Bergmann, Munich, 1967, str. 1116–1117.
- Halberg F.: Chronobiologic aspectsof transplantation. Circulation 42: 786, 1970 (review).
- Halberg F.: Implications of biologic rhythms for clinical practice. Hosp. Pract. 12: 139-149, 1977.
- Halberg F.: Chronobiology and cancer. In: Cancer Detection and Prevention 3, London, England, July 26-31, 1980, abstract 529.
- Halberg F.: Chronobiology: methodological problems. Acta med. rom. 18: 399-440, 1980.
- Halberg F.: Chronobiology and the lung: implications and applications - Bull. Eur. Physiopathol. Respir. 23: 529-545, 1987.
- Halberg F, Cornélissen G, Schwartzkopff O. [Book review of Deppert W, Köther K, Kralemann B, Lattmann C, Martens N, Schaefer J, editors. Selbstorganisierte Systemzeiten: Ein interdisziplinärer Diskurs zur Modellierung lebender Systeme auf der Grundlage interner Rhythmen.] Neuroendocrinol Lett 2002; 23: 262-265.
- Halberg F, Cornélissen F, Katinas G., Schwartzkopff O. Chrono-oncology in 2002. Abstract, 10. NZW Onkologisch-Pharmazeutiker Fachkongress, January 25-27, 2002, Hamburg-Harburg, Germany. Institute for Applied Healthcare Sciences / Deutsche Gesellschaft für Onkologische Pharmazie (DGOP) / Apothekerkammer Hamburg, Hamburg, 2002, str. 3.
- Halberg F., Cornélissen G., Schwartzkopff O., Hardeland R, Ulmer W. Messung und chronobiologische Auswertung der Variabilitäten von Blutdruck und Herzfrequenz zur Prophylaxe schwerwiegender Krankheiten. Proc Leibniz Soz 2003; 54: 127-156.
- Halberg F., Cornélissen G., Wendt H., Pöllmann L., Pöllmann B., Katinas G., Haus E., Perfetto F., Tarquini R., Schwartzkopff O., Bakken E. Chronomik von Komplementärsystemen der Naturwissenschaften und Medizin: Reziproke Zyklizitäten der Biosphäre und des Kosmos. In: Schröder W (editor). Arbeitskreis Geschichte der Geophysik und Kosmische Physik. Meteorological and Geophysical Field Dynamics (A book to commemorate the centenary of the birth of Hans Ertel). Bremen: Wilfried Schröder/Science Edition/Arbk Geschichte Geophysik: 2004. str. 284-302.
- Halberg F., Katinas G., Schwartzkopff O., Siegelova J. Fiser B., Dusek J., Cornélissen G. An about-2-year component in 15-year, largely half-hourly human blood pressure but not heart rate records. Abstract, Noninvasive Methods in Cardiology, Brno, Česká republika, 14. září, 2005, str. 7.
- Costella J.F., Halberg F., Hillman D., Mikulecký M., Cornélissen G. Four circadian and two circasemidian periods in sleep-wakefulness of a man on a self-selected routine. Folia anthropol. 2012, vpl. 11, No.3, p. 51-53.